# فيرميجنانو
فيرميجنانو (الرومانيولية: Fermignèn)، هي بلدية تقع بين مقاطعة بيزارو وأوربينو في منطقة ماركي الإيطالية، حيث تقع على بعد حوالي 70 كيلومترًا (43 ميلًا) غرب أنكونة وحوالي 35 كيلومترًا (22 ميلًا) جنوب غرب بيسرة.
وُلِد في البلدية المهندس المعماري من عصر النهضة دوناتو برامانتي (1444-1514).

## التاريخ
يعود تاريخ فيرميجنانو إلى عام 200 قبل الميلاد، وربما يكون الاسم مشتقًا من شخص يُدعى فيرميديو. نشأت المدينة حول جسر فوق نهر ميتورو. كانت فيرميجنانو على مرّ القرون تحت سلطة دوقية أوربينو. ومنذ عام 1607، حصلت على مجلسها الإداري الخاص.